# Вильядонига, Сегундо
Сегундо Вильядо́нига (исп. Segundo Villadóniga; 6 ноября 1915, Монтевидео — 26 октября 2006, Сан-Паулу) — уругвайский футболист, полузащитник.

## Карьера
Сегундо Вильядонига начал карьеру в клубе «Серро», откуда он перешёл в «Монтевидео Уондерерс». В 1934 году полузащитник стал игроком «Пеньяроля». А годом позже помог команде выиграть чемпионат страны. В 1936 году Вильядонига забил три гола в дерби с «Насьоналем», а его команде победила 4:0. И в том же году во второй раз подряд выиграл чемпионат Уругвая. А ещё год спустя выиграл третий подряд титул сильнейшей команды страны.
В 1938 году Вильядонига стал игроком бразильского клуба «Васко да Гама». 16 января он дебютировал в составе команды в матче с «Бонсусессо». Футболист помог клубу выиграть свой первый международный турнир — Турнир Луиса Араньи. Игрок выступал за команду 5 лет. 22 марта 1942 года Сегундо провёл последний матч за клуб против «Америки», где он забил два гола.
В середине 1942 года Вильядонига перешёл в «Палмейрас». 26 июля футболист дебютировал в составе команды против клуба «Сан-Паулу Реилвэй», в котором его команда победила 3:2; там же он забил первый мяч за клуб. В первом же сезоне футболист помог команде выиграть чемпионат штата. Этот же успех Сегнудо повторил в 1944 году. 18 декабря 1946 года Вильядонига провёл последний матч за клуб против «Ривер Плейта» (2:1). Всего за «Вердао» полузащитник провёл 134 матча (79 победам, 27 ничьих и 28 поражений) и забил 50 голов.
В 1947 году Сегундо возвратился в Уругвай, вновь став игроком «Пеньяроля». В 1949 году Вильядонига в последний раз в карьере отпраздновал победу в чемпионате Уругвая. Годом позже он принял решение завершить карьеру. После окончания карьеры уругваец уехал в Сан-Паулу, где устроился работать официантом в ресторане «Trattoria Del Michelle», принадлежавшего уроженцу Тиволи, Микелле. Этот ресторан располагался рядом с Парке Антарктика, став одним из, где очень часто отдыхали болельщики «Палмейраса». Он прожил оставшиеся годы жизни в районе Пердисес в Сан-Паулу. Там же он скончался в возрасте 90 лет.

## Достижения
- Чемпион Уругвая: 1935, 1936, 1937, 1949
- Чемпион штата Сан-Паулу: 1942, 1944